# Bicúpula

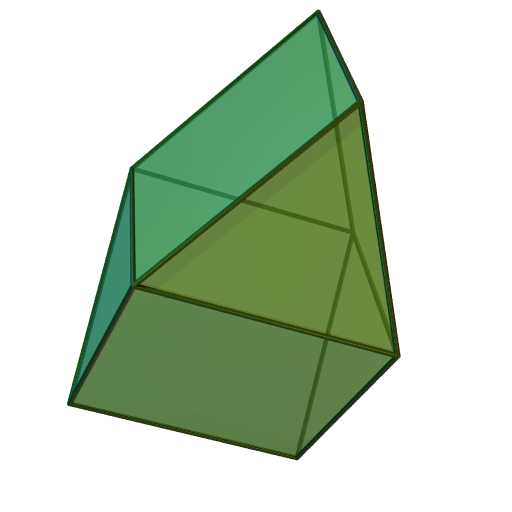
O girobifastígio (J26) pode ser considerado um girobicúpula digonal.

Em geometria, uma bicúpula é um sólido formado pela conexão de duas cúpulas em suas bases.
Existem duas classes de bicúpula porque cada metade da cúpula é delimitada por triângulos e quadrados alternados. Se faces semelhantes forem unidas, o resultado é uma ortobicúpula; se os quadrados são anexados a triângulos, é uma girobicúpula.
cúpulas e bicúpulas categoricamente existem como conjuntos infinitos de poliedros, assim como as pirâmides, bipiramides, prismas e trapezoedros.
Seis bicúpulas têm faces poligonais regulares: triangular, quadrada e pentagonal orto- e girobicúpulas. A girobicúpula triangular é um sólido arquimediano, o cuboctaedro; os outros cinco são sólidos de Johnson.
Bicúpulas de ordem superior podem ser construídas se as faces dos flancos forem alongadas em retângulos e triângulos isósceles.
Bicúpulas são especiais por terem quatro faces em cada vértice. Isso significa que seus poliedros duais terão todas as faces quadriláteras. O exemplo mais conhecido é o dodecaedro rômbico composto por doze faces rômbicas. O dual da ortoforma, ortobicupola triangular , também é um dodecaedro, semelhante ao dodecaedro rômbico, mas tem seis faces trapezoidais que alternam bordas longas e curtas ao redor da circunferência.

## Formas

### Conjunto de ortobicúpulas
| Simetria       | Imagem | Descrição                                                                                         |
| -------------- | ------ | ------------------------------------------------------------------------------------------------- |
| D2h [2,2] *222 |        | Ortobifastígio ou ortobicúpula digonal: 4 triângulos (coplanar), 4 quadrados. É auto-dual         |
| D3h [2,3] *223 |        | Ortobicúpula triangular (J27): 8 triângulos, 6 quadrados; seu dual é o dodecaedro trapezo-rômbico |
| D4h [2,4] *224 |        | Ortobicúpula quadrada (J28): 8 triângulos, 10 quadrados                                           |
| D5h [2,5] *225 |        | Ortobicúpula pentagonal (J30): 10 triângulos, 10 quadrados, 2 pentágonos                          |
| Dnh [2,n] *22n |        | ortobicúpula n-gonal: triângulos 2n, retângulos 2n, 2n-gonos                                      |

### Conjunto de girobicúpulas
Uma girobicúpula n-gonal tem a mesma topologia que um antiprisma retificado n-gonal, notação de poliedro de Conway, aAn.
| Simetria        | Imagem | Descrição                                                                                                |
| --------------- | ------ | --- |
| D2d [2+,4] 2*2  |        | girobifastígio (J26) ou girobicúpula digonal: 4 triângulos, 4 quadrados                                  |
| D3d [2+,6] 2*3  |        | Girobicúpula triangular ou cuboctaedro: 8 triângulos, 6 quadrados; seu dual é o dodecaedro rômbico       |
| D4d [2+,8] 2*4  |        | Girobicúpula quadrada (J29): 8 triângulos, 10 quadrados                                                  |
| D5d [2+,10] 2*5 |        | Girobicúpula pentagonal (J31): 10 triângulos, 10 quadrados, 2 pentágonos; seu dual é o icosaedro rômbico |
| Dnd [2+,2n] 2*n |        | Girobicúpula n-gonal: triângulos 2n, retângulos 2n, 2n-gonos                                             |